# Dynoides spinipodus
Dynoides spinipodus is een pissebed uit de familie Sphaeromatidae. De wetenschappelijke naam van de soort is voor het eerst geldig gepubliceerd in 1986 door Kwon & Kim.